# Robinsonia fogra
Robinsonia fogra là một loài bướm đêm thuộc phân họ Arctiinae, họ Erebidae.